# 科爾多瓦鎮區 (明尼蘇達州勒蘇爾縣)
科爾多瓦鎮區（英語：Cordova Township）是位於美國明尼蘇達州勒蘇爾縣的一個行政鎮區。

## 地方資料
科爾多瓦鎮區的面積為93.91平方千米，當中陸地面積為90.30平方千米，而水域面積為3.61平方千米。根據2020年美國人口普查的數據，當地共有人口496人，而人口密度為每平方千米5.28人。